# Combined Counties Football League
Combined Counties Football League er en regional fodboldliga i det sydlige England, som primært består af hold fra Surrey og den sydvestlige del af Greater London. Ligaen har to divisioner, Premier Division og Division One, der befinder sig på niveau 9 og 10 i det engelske ligasystem.
De bedste hold i Combined Counties Football League har mulighed for at rykke op i en division på niveau 8 i ligasystemet, hvor klubben enten vil blive placeret i en af de to puljer i Southern Leagues Division One eller i Division One South i Isthmian League, alt efter klubbens geografiske placering.
Op til tre hold op- og nedrykkes hver sæson mellem ligaens to divisioner. Oprykning til Premier Division forudsætter, at en klub slutter blandt de tre bedst i Division One, og at klubbens stadion opfylder nogle bestemte krav. Oprykning til Division One sker fra de lavere rangerede ligaer på niveau 11 i ligasystemet, dvs. fortrinsvis Surrey Elite Intermediate League, Middlesex County League og Reading Football League.
Combined Counties Football League arrangerer to ligapokalturneringer:
- Premier Challenge Cup er åben for holdene i begge divisioner.
- Division One Challenge Cup er kun åben for holdene i Division One.

## Historie
Ligaen blev grundlagt den 18. juni 1978, hvor Surrey County Senior League undergik en forvandling med henblik på også at tiltrække klubber uden for Surrey. Den nye liga hed oprindelig Home Counties League, men Home Counties Conference protesterede over navnet, og i 1979 blev det nuværende navn taget.
Ved begyndelsen af sæsonen 1981–82 var ligaen vokset så meget, at der var for mange klubber til at sæsonen kunne afvikles i én division. Så ligaen blev opdelt i to ligeværdige puljer, en øst- og en vest-division, hvor Ash United FC fra vestdivisionen vandt mesterskabet ved at besejre vinderne af østdivisionen, Maldon Town FC, med 3–0 over to kampe. Året efter gik man tilbage til kun én division, og denne struktur blev bevaret indtil 2003, hvor holdene fra en ny inkarnation af Surrey County Senior League (oprettet i 1982) blev optaget i Combined Counties League, som derfor blev udvidet med Division One.
I sæsonen 1984-85 blev Combined Counties League sammen med tre andre ligaer i Home Counties optaget som en del af ligasystemet under Isthmian League. Samtidig fuldbyrdede oprettelsen af Surrey County Premier League ligapyramiden under Surrey County Football Association, og efter oprettelsen af en op- og nedrykningsaftale med Combined Counties League, fik en hvilken som helt klub i forbundet herefter mulighed for på et tidspunkt at rykke op i Combined Counties League. Denne aftale gjaldt kun for klubber under Surrey County Football Association, så klubber fra andre regionale forbund måtte fortsat ansøge om optagelse i ligaen. Beslutningen om at træde ind i ligapyramiden forstærkede ligaens mulighed for at blive en magtfaktor i non-league football og opnå et sportsligt niveau sammeligneligt med andre ligaer med tilsvarende status.
I 1985 blev ligaen den første af oprykningsligaerne til Isthmian League, der kunne levere en klub med tilstrækkelige faciliteter til at blive oprykket til Isthmian League – Southwick FC. På samme vis blev Chertsey Town FC den efterfølgende sæson oprykket efter at være sluttet på andenpladsen i Combined Counties League. I 1990 tog Cove FC også turen op i Isthmian League, og de blev efterfulgt af Farnham Town FC i 1992.
Combined Counties Leagues position i det engelske ligasystem blev yderligere styrket i 1988, hvor Steyning Town FC fra Sussex blev medlem, og i 1990 ved optagelsen Sandhurst Town FC fra Berkshire, hvorefter klubberne i ligaen kom fra hele fem forskellige counties: Berkshire, Hampshire, Middlesex, Surrey og Sussex. Og ved optagelsen af Peppard FC i 1992 blev også Oxfordshire tilføjet til denne liste.
I anden halvdel af 1990'erne blev ligaen domineret af Ashford Town FC, der vandt fem mesterskaber på seks sæsoner fra 1994-95 til 1999-2000, hvorefter klubben endelig blev rykket op i Isthmian League. Stimen blev kun afbrudt af Ash United FC's mesterskab i sæsonen 1998-99.
I 2002 indledte Combined Couties Football League og Surrey County Senior League en snak om at fusionere, hvilket efterfølgende skete i 2003, hvor klubberne i Surrey County Senior League blev optaget i en nyoprettet Division One under Combined Counties League. Det bragte antallet af klubber op på 40 i en liga, der nu indeholdt divisioner på trin 5 og 6 i National League System, hvilket opfyldte The Football Associations ønske.

### Sponsornavne
Ligaen har gennem tiden haft flere sponsorerede navne:
- 1987–1992: Dan-Air Football League
- 1992–?: Parasol Combined Counties Football League
- 1997–?: Courage Combined Counties Football League
- 2002–2003: (Seagrave Haulage var navnesonsor)
- 2005–?: Cherry Red Combined Counties Football League

## Vindere

### Liga
| Vindere af Combined Counties Football League 1978–2013 |                                   |                        |
| Sæson                                                  | Vinder                            |                        |
| 1978–79                                                | British Aerospace (Weybridge) (1) |                        |
| 1979–80                                                | Guildford & Worplesdon FC (1)     |                        |
| 1980–81                                                | Malden Town FC (1)                |                        |
| 1981–82                                                | Ash United FC (1)                 |                        |
| 1982–83                                                | Hertley Wintney FC (1)            |                        |
| 1983–84                                                | Godalming Town FC (1)             |                        |
| 1984–85                                                | Malden Vale FC (1)                |                        |
| 1985–86                                                | British Aerospace (Weybridge) (2) |                        |
| 1986–87                                                | Ash United FC (2)                 |                        |
| 1987–88                                                | British Aerospace (Weybridge) (3) |                        |
| 1988–89                                                | British Aerospace (Weybridge) (4) |                        |
| 1989–90                                                | Chipstead FC (1)                  |                        |
| 1990–91                                                | Farnham Town FC (1)               |                        |
| 1991–92                                                | Farnham Town FC (2)               |                        |
| 1992–93                                                | Peppard FC (1)                    |                        |
| 1993–94                                                | Peppard FC (2)                    |                        |
| 1994–95                                                | Ashford Town FC (1)               |                        |
| 1995–96                                                | Ashford Town FC (2)               |                        |
| 1996–97                                                | Ashford Town FC (3)               |                        |
| 1997–98                                                | Ashford Town FC (4)               |                        |
| 1998–99                                                | Ash United FC (3)                 |                        |
| 1999–2000                                              | Ashford Town FC (5)               |                        |
| 2000–01                                                | Cove FC (1)                       |                        |
| 2001–02                                                | AFC Wallingford (1)               |                        |
| 2002–03                                                | Whitdean 2000 FC (1)              |                        |
| Sæson                                                  | Premier Division                  | Division One           |
| 2003–04                                                | AFC Wimbledon (1)                 | AFC Guildford (1)      |
| 2004–05                                                | Walton Casuals FC (1)             | Coney Hall FC (1)      |
| 2005–06                                                | Godalming Town FC (2)             | Warlingham FC (1)      |
| 2006–07                                                | Chipstead FC (2)                  | Farnham Town FC (1)    |
| 2007–08                                                | Merstham FC (1)                   | Staines Lammas FC (1)  |
| 2008–09                                                | Bedfont Green FC (1)              | Staines Lammas FC (2)  |
| 2009–10                                                | North Greenford United FC (1)     | Mole Valley SCR FC (1) |
| 2010–11                                                | Guildford City FC (1)             | Worcester Park FC (1)  |
| 2011–12                                                | Guildford City FC (2)             | Guernsey FC (1)        |
| 2012–13                                                | Egham Town FC (1)                 | Frimley Green FC (1)   |

### Ligapokalturneringer
| Vindere af ligapokalturneringer 1978–2013 |                               |                            |
| Sæson                                     | Premier Challenge Cup         |                            |
| 1978–79                                   | Chessington United (1)        |                            |
| 1979–80                                   | Guildford & Worplesdon FC (1) |                            |
| 1980–81                                   | Malden Town FC (1)            |                            |
| 1981-91                                   | Ikke spillet                  |                            |
| 1991–92                                   | Farnham Town FC (1)           |                            |
| 1992–93                                   | Chipstead FC (1)              |                            |
| 1993–94                                   | Peppard FC (1)                |                            |
| 1994–95                                   | Chipstead FC (2)              |                            |
| 1995–96                                   | Farnham Town FC (2)           |                            |
| 1996–97                                   | Feltham FC (1)                |                            |
| 1997–98                                   | Ash United FC (1)             |                            |
| 1998–99                                   | Ashford Town FC (1)           |                            |
| 1999–2000                                 | Walton Casuals FC (1)         |                            |
| 2000–01                                   | Cove FC (1)                   |                            |
| 2001–02                                   | Cobham FC (1)                 |                            |
| 2002–03                                   | Whitdean 2000 FC (1)          | Division One Challenge Cup |
| 2003–04                                   | AFC Wimbledon (1)             | Monotype FC (1)            |
| 2004–05                                   | Merstham FC (1)               | Crescent Rovers FC (1)     |
| 2005–06                                   | Godalming Town FC (1)         | Coney Hall FC (1)          |
| 2006–07                                   | Merstham FC (2)               | Hanworth Villa FC (1)      |
| 2007–08                                   | Merstham FC (3)               | Hanworth Villa FC (2)      |
| 2008–09                                   | Camberley Town FC (1)         | Staines Lammas FC (1)      |
| 2009–10                                   | Cove FC (2)                   | Worcester Park FC (1)      |
| 2010–11                                   | Sandhurst Town FC (1)         | South Park FC (1)          |
| 2011–12                                   | Guernsey FC (1)               | Warlingham FC (1)          |
| 2012–13                                   | Epsom & Ewell FC (1)          | AFC Croydon Athletic (1)   |

### Ophørte ligapokalturneringer

#### Concours Challenge Trophy
Concours Challenge Trophy var oprindeligt en turnering for reservehold fra 1980-1981 til 1981-1982, hvorefter den erstattede Premier Challenge Cup i sæsonerne 1981-1982 til 1990-1991.
| Sæson   | Vinder                            |
| ------- | --------------------------------- |
| 1980–81 | Lion Sports FC (1)                |
| 1981–82 | Cove FC (1)                       |
| 1982–83 | Godalming Town FC (1)             |
| 1983–84 | Guildford & Worplesdon FC (1)     |
| 1984–85 | Malden Vale FC (1)                |
| 1985–86 | Chertsey Town FC (1)              |
| 1986–87 | Chipstead FC (1)                  |
| 1987–88 | Hartley Wintney FC (1)            |
| 1988–89 | British Aerospace (Weybridge) (1) |
| 1989–90 | Hartley Wintney FC (2)            |
| 1990–91 | Chipstead FC (2)                  |

#### Parasol Challenge Vase
| Sæson   | Vinder         |
| ------- | -------------- |
| 1992–93 | Bedfont FC (1) |
| 1993–94 | Peppard FC (1) |
| 1994–95 | Peppard FC (2) |